# 卡里姆·拉古阿格
卡里姆·拉古阿格（法語：Karim Laghouag，1975年8月4日—），法国男子马术运动员。他曾代表法国参加2016年和2020年夏季奥林匹克运动会马术比赛，获得一枚金牌和一枚铜牌。